# Leonid Fjodorowitsch Wereschtschagin

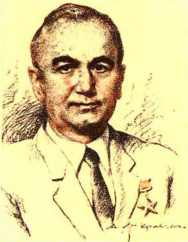
Leonid Fjodorowitsch Wereschtschagin (Porträt auf Briefumschlägen der Post der UdSSR von A. N. Jar-Krawtschenko)

Leonid Fjodorowitsch Wereschtschagin (russisch Леонид Фёдорович Верещагин; * 16. Apriljul. / 29. April 1909greg. in Cherson; † 20. Februar 1977 in Moskau) war ein sowjetischer Physiker, Chemiker und Hochschullehrer.

## Leben
Die Beamtenfamilie Wereschtschagin zog nach der Oktoberrevolution nach Odessa um. Wereschtschagin absolvierte dort die Realschule (1924) und danach die zweijährige Chemie-Berufsschule. 1926 begann er das Studium an der physikalisch-mathematischen Fakultät des Odessaer Instituts für Volksbildung, das er jedoch formal nicht abschloss. Trotzdem konnte er die Aspirantur am Ukrainischen Physikalisch-Technischen Institut (UFTI) in Charkow antreten, die er 1932 mit einer Arbeit über die Struktur von Quecksilber(I)-bromid abschloss.
Nach der Aspirantur arbeitete Wereschtschagin im Forschungsbüro der Charkower Turbinen-Generatoren-Fabrik. Er organisierte dort ein Röntgenlaboratorium und untersuchte kupferhaltiges unmagnetisches Gusseisen und Eisen-Nickel-Aluminium-Legierungen. 1934 wurde er vom UFTI zurückgerufen, so dass er dort im Laboratorium für tiefe Temperaturen seine Magnetismusuntersuchungen fortführte.
1939 wurde Wereschtschagin Leiter des Ultrahochdrucklaboratoriums, das im Moskauer Institut für Organische Chemie (IOCh) der Akademie der Wissenschaften der UdSSR (AN-SSSR, seit 1991 Russische Akademie der Wissenschaften (RAN)) auf Initiative  Nikolai Dmitrijewitsch Selinskis eingerichtet worden war. 1940 verteidigte Wereschtschagin seine Kandidat-Dissertation  über die Löslichkeit des Kupfers in Aluminium unter einem Druck von 5000 at. Während des Deutsch-Sowjetischen Krieges arbeitete er im Auftrage der AN-SSSR für das Volkskommissariat für Rüstung.
1949 wurde Wereschtschagin ohne Verteidigung einer Dissertation zum Doktor der technischen Wissenschaften promoviert. 1953 wurde er zum Professor am gerade gegründeten Lehrstuhl für Physik und Chemie unter hohen Drücken der Fakultät für Chemie der Lomonossow-Universität Moskau (MGU) ernannt. 1954 wurde ihm die Lehrstuhlleitung übertragen. Im gleichen Jahr wurde das Ultrahochdrucklaboratorium im IOCh in das Laboratorium für Ultrahochdruckphysik der AN-SSSR umgewandelt, das auf Initiative Wereschtschagins 1958 das von ihm geleitete Institut für Hochdruckphysik der AN-SSSR in Troizk wurde. 1960 wurde er Korrespondierendes Mitglied der AN-SSSR und 1966 Wirkliches Mitglied.
Wereschtschagin leitete die Entwicklung superharter Werkstoffe. Im Mittelpunkt stand die Herstellung der synthetischen Diamanten und des kubischen Bornitrids. Anfang der 1970er Jahre stellte er als einer der weltweit Ersten das Konzept der Metallisierung chemischer Stoffe durch sehr hohe Drücke vor, das erst nach einem Jahrzehnt experimentell bestätigt wurde.
1973 gründete Wereschtschagin am Moskauer Institut für Physik und Technologie (MFTI) den Lehrstuhl für Hochdruckphysik.
Wereschtschagin wurde auf dem Moskauer Nowodewitschi-Friedhof begraben.  Das Institut für Hochdruckphysik der RAN trägt jetzt Wereschtschagins Namen.

## Ehrungen, Preise, Mitgliedschaften
- Orden des Roten Sterns (1945)
- Medaille „Für die Verteidigung Moskaus“
- Medaille „Für heldenmütige Arbeit im Großen Vaterländischen Krieg 1941–1945“
- Orden des Roten Banners der Arbeit (1951)
- Stalinpreis III. Klasse (1952) für die Entwicklung Ultrahochdruckkompressoren[3]
- Leninpreis (1961) für die Diamantsynthese[3]
- Held der sozialistischen Arbeit (1963)[3]
- Leninorden (1963, 1969, 1975)
- Ehrenmitglied der International Association for the Advancement of High Pressure Science and Technology (1970)[3]
- Ehrenmitglied der Ungarischen Akademie der Wissenschaften (1973)
- Auswärtiges Mitglied der Königlich Schwedischen Akademie der Ingenieurwissenschaften (1973)
- Ehrenbürger der Stadt Troizk (1997)